# Només per als teus ulls
Només per als teus ulls (títol original en anglès For Your Eyes Only) és una pel·lícula britànica realitzada per John Glen, estrenada el 1981, de la sèrie dels James Bond protagonitzada per Roger Moore.

## Argument
Un vaixell espia del Regne Unit s'enfonsa a les aigües albaneses després d'haver xocat amb una mina, engolint amb ell l'ATAC, sistema top secret de llançament de míssils. Els serveis secrets britànics posen en marxa una operació submarina discreta per recuperar l'aparell.
L'operació és dirigida per una parella d'arqueòlegs marins, Timothy i Iona Havelock. Però l'assassí cubà Hector Gonzales interromp brutalment les recerques assassinant la parella davant dels ulls de la seva filla Mélina. James Bond entre llavors en escena i se'n va a investigar, secundat de la seductora i venjadora Mélina, sobre els vincles de Gonzales amb el sistema ATAC. Allò els portarà a Cortina d'Ampezzo i a Grècia...

## Repartiment
- Roger Moore: James Bond
- Carole Bouquet: Melina Havelock
- Julian Glover: Aris Kristatos
- Topol: Milos Columbo
- Lynn-Holly Johnson: Bibi Dahl
- Walter Gotell: General Gogol
- Cassandra Harris: Comtessa Lisl Von Schlaf
- Desmond Llewelyn: Q
- Lois Maxwell: Miss Moneypenny
- Robert Rietty: Ernst Stavro Blofeld (veu, no surt als crèdits)
- Charles Dance: Claus
- Michael Gothard: Emile Leopold Locque

## Al voltant de la pel·lícula

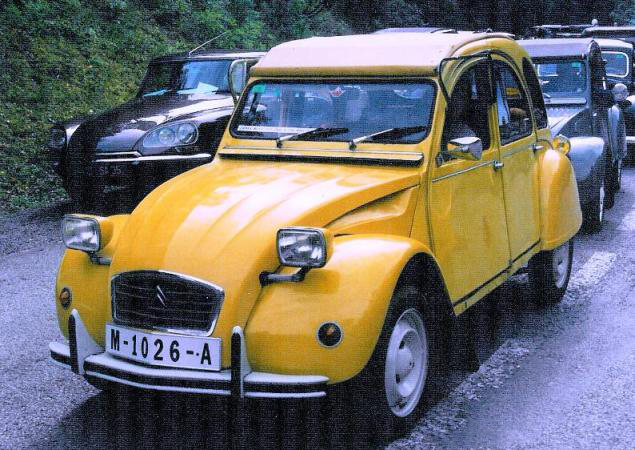
James Bond, acostumat als cotxes esportius, condueix a la pel·lícula un 2CV.

- Sheena Easton va ser la primera intèrpret de la cançó-títol d'una pel·lícula de Bond a sortir als crèdits del començament. Portava un vestit sense tirants.[3]
- El director John Glen té el seu tret característic personal: a totes les seves pel·lícules, un ocell sorgeix bruscament. Mentre que Bond escala la paret de la muntanya, un colom el fa afluixar.
- Als precrèdits de la pel·lícula, Bond va a la tomba de la seva dona, Teresa Bond: és una referència a la mort de Tracy a  007 al servei secret de Sa Majestat .[3]
- For Your Eyes Only va aparèixer publicat en forma de còmic en un diari britànic, el Daily Express, el 1961. Marvel va publicar també una versió en còmic de la pel·lícula.
- La pel·lícula va ser nominada per l'Oscar a la millor banda sonora el 1982.[4]

### Repartiment
- Carole Bouquet que interpreta Melina Havelock és l'actriu francesa que fa de noia Bond de la pel·lícula. Havia fet una prova per al paper de Holly Goodhead a  Moonraker .
- La noia Bond Cassandra Harris, que interpreta la comtessa Lisl a For Your Eyes Only va ser l'esposa de Pierce Brosnan.
- Julian Glover, que interpreta el dolent Aris Kristatos, havia estat considerat per interpretar Bond en els anys 1960, però era massa jove.

### Llocs de rodatge
- La pel·lícula es desenvolupa a Cortina d'Ampezzo (Itàlia) i a l'illa de Corfú i en Monestirs dels Meteors, Grècia.
- La seqüència del començament se situa en el sector del Tàmesi a Londres. Les escenes d'esquí han estat rodades a les Dolomites, a Cortina d'Ampezzo. Gairebé totes les altres escenes han estat rodades a Grècia, al continent i sobretot a l'illa de Corfú. Les seqüències situades en el vaixell de recerques han estat filmades a la badia de Kalami, a l'est de Corfú.
- L'escena del casino ha estat rodada a l'Achilleion.
- L'equip ha filmat les escenes d'esquí i de patinatge utilitzant el trampolí, la pista de patinatge i la pista de bobsleigh dels Jocs Olímpics d'hivern de 1956, organitzats a Cortina d'Ampezzo, als Dolomites (nord d'Itàlia).

### Cotxes
- És l'última pel·lícula de la saga on es veu Bond conduir un Lotus.
- El 2CV és el vehicle improbable fet servir per James Bond. La seva aparició té l'origen en una versió especial anomenada models i sèries limitades del 2CV 007.